# 神戸市バス落合営業所
神戸市バス落合営業所（こうべしバスおちあいえいぎょうしょ）は、兵庫県神戸市須磨区にある神戸市バスの営業所。最寄バス停は須磨東高校前である。配置車両に表示されている営業者を表す記号は「落」である。
須磨区を通る路線を中心に中央区、兵庫区、長田区、北区、垂水区にも路線を持つ。また、北区のひよどり台やしあわせの村に乗り入れる市バス路線のすべてを当営業所が担当している。このほか、三宮に行く路線も存在する。また、運行はすべて神姫バスに委託しており、一部は同社や山陽バスとの共同運行路線も存在し、かつては阪急バスの共同運行路線も存在したが、同社の単独運行に変更したため消滅している。

## 沿革
西神ニュータウンの開発により、同地区にバス路線が新設された。当初は須磨営業所が出張所（高倉出張所）を設けて対応していたが、路線数が増えたことから、神戸市交通局では営業所の設置を決め、1983年に開設されたのが落合営業所である。
落合営業所へは、同時に廃止された灘営業所に所属していた車両（全て三菱ふそう車）の半数と、高倉出張所の全所属車（全ていすゞ車）が転入し、当時としては珍しく、一営業所に三菱ふそうといすゞの2社が混在していたが、のちに三菱ふそうに統一された。
2005年4月には、須磨営業所の廃止に伴い、5号・71号の各系統がすべて落合営業所担当となった。さらに、2006年4月より、運行業務を神姫バスに業務を委託した。

## 現行路線

### 5系統
運行区間
- 若草町・妙法寺駅前 - 板宿 - 大田町2→大橋5→新長田駅前（大田町2） （大田町2→新長田→大田町2は反時計回りの一方通行のみ）

概要
神戸市長田区の代表的な交通結節点である神戸市営地下鉄・JR新長田駅および須磨区の板宿地区と妙法寺川沿いの集落を結ぶ路線。
沿革
ダイヤおよび停留所
ダイヤは、概ね15分～20分間隔で運行しており、そのうちの1本は、妙法寺始発、終着の便がある。
始発停留所は、若草町、妙法寺駅で、板宿を経由し、大田町2丁目、新長田駅前、板宿、と一部区間では一方通行の運転になっている
基本的に始発と終着の停留所は同じであるが、若草町を始発とし、循環後広畑橋から若草町に戻らずに妙法寺駅を終着とする便が朝に設定されており、平日ダイヤは4本・土休日ダイヤは2本設定されている。逆に妙法寺駅を始発とし、循環後若草町を終着とする便は、妙法寺駅前の最終便と平日ダイヤの朝に1本設定されている。このほか、中田始発の便が早朝に1本ある。
かつてはワンステップバスでの運行が主流であるが、2016年にはノンステップバスでの運行も開始され、現在はノンステップバスでの運行が多数を占める。
過去に須磨営業所が担当していた。当時は板宿止めがあった。また、1980年台の路線図では、妙法寺駅発着を5系統、若草町発着を臨5系統として掲載されていた。

### 15系統
運行区間
- 名谷駅前 - 北須磨高校前 - 奥畑口 - 滑 - 桃山台 - 青山台 （山陽バスとの共同運行。ただし、名谷駅前 - 奥畑口間は経路が異なる）

概要
神戸市営地下鉄名谷駅から垂水区東部の住宅地を結ぶ路線。当初は山陽バスの13系統（現在の系統とは誕生の経緯が異なる）として名谷駅 - 桃山台間を単独運行で開業させたが、沿線の高校へのアクセス路線を開設する際に、重複する経路について共同運行の形態を採るとともに、系統番号を15系統に変更した。周辺道路の整備にあわせて、青山台までの延伸と一部区間の経路変更を実施している。
垂水営業所単独の担当が長く続いたが、現在は落合営業所単独で担当している。
ダイヤおよび停留所
朝に桃山台始発便がある。
2020年10月1日より「土池公園前」⇔「奥畑口」の間に「菅の台7丁目」が新設。ただし一部の時間帯のみ経由。共同運行の山陽バス特15系統、S15系統は経由しない。

### 17系統
運行区間
- 17：二葉町 → 新長田駅前 → 地下鉄長田駅前 → ひよどり台南町 → ひよどり台 → しあわせの村
- 17：二葉町 → 新長田駅前 → 地下鉄長田駅前 → ひよどり台南町 → ひよどり台
- 17：地下鉄長田駅前 → ひよどり台南町 → ひよどり台 → しあわせの村
- 17：しあわせの村 → ひよどり台 → ひよどり台南町 → 地下鉄長田駅前 → 新長田駅前 → 駒ヶ林町 → 二葉町
- 17：ひよどり台 → ひよどり台南町 → 地下鉄長田駅前 → 新長田駅前 → 駒ヶ林町 → 二葉町
- 17：しあわせの村 → ひよどり台 → ひよどり台南町 → 地下鉄長田駅前

概要
市道長田箕谷線を経由して北区のしあわせの村までを結ぶ路線である。
落合営業所単独の担当である。過去には松原営業所の担当もあった。
沿革
- 2013年 落合営業所が担当に加わり、松原営業所、落合営業所の共同担当となる。
- 2014年4月1日： 松原営業所が再び単独の担当になる。
- 2015年4月1日： 落合営業所の単独担当になる。また、駒ヶ林公園が廃止され、新長田駅前から大橋5丁目から駒ヶ林町を経由し二葉町を終点とし、

二葉町から新長田駅前方面へと行く末端一方向循環になった。しかし、二葉町が終点となるため、二葉町から引き続き乗車する場合でも一旦下車する必要がある。これは、入庫する場合を考慮したものになっている。
ダイヤおよび停留所
- ダイヤは均等ではないが、最低でも1時間あたり1本が確保されている。
- 日中の約半数がひよどり台止りとなっている。

### 65系統
運行区間
神戸駅前 - 新開地 - 湊川公園 - 菊水町10 - ひよどり台
概要
神戸駅前から新開地、鵯越駅を経由しひよどり台に至る路線である。阪急バス150系統が全線で並行して走る。
沿革
- 1969年に西神戸有料道路が開通する。
- 6年後の1975年、「65系統」神戸駅前・ひよどり台線が開業する。
- 1977年「第2次バス路線再編」において、「団地や学校の新設によって将来の利用者増加が見込まれる」という理由から、ダイヤ改正が行われ増強された。
- 翌年1978年には、神戸駅前・ひよどり台ホームの運転系統が開業され延伸する。
- 10年後の1988年「しあわせの村」への延伸が行われ、神戸駅前・病院前間の運行形態となった。なお、この運行系統は直後に「123系統」と改称し、65系統は神戸駅前・ひよどり台ホームを維持する。
- 8年後の1996年に仮設住宅建設に伴い、臨時65系統と称されるひよどり台・ひよどり台住宅南口が臨時運行されるが、仮設住宅が解消した時点で運行が終了。
- 2005年、松原営業所が阪急バスへの管理委託されたことに伴い、65系統をはじめひよどり台線の123系統・150系統は、これまで30年来の伝統であった落合営業所管轄だった形態を、松原営業所との競合管轄となった。
- 2014年 123系統が廃止される
- 2015年 ひよどり台 - ひよどり台ホーム間が廃止となり、全便が神戸駅前 - ひよどり台の運行となる
- 2021年4月のダイヤ改正にて再び松原営業所が共同管轄になった。

ダイヤおよび停留所
平日は1時間に2本から6本、土休日は1時間に1本から4本である。神戸駅発の平日ダイヤは、乗客の流動の観点から朝ラッシュよりも夕ラッシュのほうが本数が多くなっている。日中はおおむね30分間隔になっているが、同一区間を走る阪急バスの150系統も30分間隔で運行しているため、65系統と150系統が15分間隔で交互に運行される形になっている。
神戸駅前⇔多聞通5丁目⇔新開地東口⇔新開地⇔湊川公園西口⇔東山町⇔熊野橋⇔夢野町2丁目⇔夢野町3丁目⇔鵯越町⇔菊水町10丁目⇔滝山町⇔鵯越駅前⇒ひよどりインター前⇒ひよどり台1丁目⇔ひよどり台センター前⇔ひよどり台（⇔ひよどり北町⇔ひよどり台ホーム：2015年廃止）

### 66系統
運行区間
- 66：貿易センター前 - ひよどり台センター前 - 病院前（しあわせの村）
- 66：貿易センター前 - ひよどり台

※<（ ）は行先表示上の名称>
概要
中央区の貿易センター前から三宮、フラワーロード、山麓バイパスを経由して北区のしあわせの村までを結ぶ路線である。「病院前」停留所の「病院」はしあわせの村敷地内にある神戸リハビリテーション病院を指す。なお、災害などで山麓バイパスが不通となった場合は、湊川公園西口・神戸市道夢野白川線経由の迂回運転となる。
落合営業所・中央南営業所の担当である。過去には中央営業所と共同の担当もあった。
沿革
- 1985年 運行開始。（貿易センター前 - ひよどり台センター）
- 1989年 しあわせの村オープン。バスは1988年より乗り入れている。しあわせの村へは名谷駅（120系統）、新長田駅（17系統）からも神戸市バスが乗り入れているほか、阪急バス・神鉄バスの乗り入れもある。
- 1995年 阪神・淡路大震災が発生、都心部が壊滅的な被害を受ける。多数の仮設住宅がひよどり台に建設されたことに伴う三宮までの需要増対策として、直行66系統（三宮 - しあわせの村）が新設される。観光バス車両を使用していた関係でクローズドドアシステムを採用し、途中停留所の「星和台南」では三宮方面への乗車、三宮方面からの降車しか出来なかった。1999年に運行を取りやめた。なお、同時に神戸市バスの観光部門も廃止されている。
- 2004年 ノンステップバスの運行開始。
- 2005年 中央営業所が担当に加わる。
- 2014年 落合営業所が再び単独の担当になる。
- 2024年 中央南営業所が担当に加わる。

ダイヤおよび停留所
- ダイヤは均等ではないが、最低でも1時間あたり1～2本が確保されている。
- 貿易センター前 - 加納町（山麓バイパスに入る手前の停留所）の間では、走行経路が異なっている関係でどちらか1方向のみしか客扱いをしない停留所が多い。
- 現在は全便ノンステップバスで運行されている。

運賃
三宮周辺を除き対距離制を採用。

### 70系統
運行区間
名谷駅前-落合団地前-白川台南口-白川台センター前-白川台←白川台(回転地)
概要
名谷駅と白川台を結ぶ路線。神姫バスの14系統(北別府線)の区間便のような路線となっている。なお、14系統は2005年まで神戸市バスも運行されていた。
沿革
ダイヤおよび停留所
14系統がおおむね2時間に1本程度に対し、70系統は日中は1時間に4本運行されている。ラッシュ時は朝は名谷駅前行き、夕方は白川台行きの本数が多くなる。

### 71系統
運行区間
須磨一の谷 - 須磨駅前 - 神戸須磨シーワールド - 離宮公園前 - 高倉台南口 - 奥須磨公園前 - 多井畑厄神 - 友が丘 - 北須磨団地
概要
須磨一の谷と北須磨団地を結ぶ路線。奥須磨公園前と多井畑厄神を経由する便としない便があり、後者の場合はバス車両に表示される系統表示が「71」ではなく「直」と表記される。
沿革
- 2018年4月1日から、一部の便が 神姫バスの車両に替わり、共同運行になる。

ダイヤおよび停留所
おおむね1時間に1〜3本だが、運行のない時間帯もある。多井畑厄神経由の便が1日4〜5本設定されている。
- 須磨一の谷発北須磨団地行
  - 須磨一ノ谷→須磨駅前→天神下→離宮道→西須磨小学校前（村雨堂下）→離宮公園前→高倉台南口→高倉台5丁目→啓明学院前→友が丘

- 須磨一の谷発多井畑厄神経由北須磨団地行
  - 須磨一ノ谷→須磨駅前→天神下→離宮道→西須磨小学校前（村雨堂下）→離宮公園前→高倉台南口→高倉台5丁目→奥須磨公園口→奥須磨公園前→多井畑厄神→奥須磨公園前→奥須磨公園口→啓明学院前→友が丘

- 北須磨団地発須磨一の谷行
  - 北須磨団地東口→友が丘→啓明学院前→高倉台5丁目→青山→高倉台南口→離宮公園南→西須磨小学校前（村雨堂下）→離宮道→須磨水族園前→海浜公園前→天神下→須磨駅前→須磨一ノ谷

- 北須磨団地発多井畑厄神経由須磨一の谷行
  - 北須磨団地東口→友が丘→啓明学院前→奥須磨公園口→奥須磨公園前→多井畑厄神→奥須磨公園前→奥須磨公園口→高倉台5丁目→青山→高倉台南口→離宮公園南→西須磨小学校前（村雨堂下）→離宮道→須磨水族園前→海浜公園前→天神下→須磨駅前→須磨一ノ谷

### 72系統
運行区間
始発〜13:00まで 
- 須磨一ノ谷発高倉台南口先行多井畑方面行き
  - 須磨一ノ谷→須磨駅前→離宮公園前→高倉台南口→奥須磨公園→多井畑厄神→下畑→鉄拐登山口→離宮公園南→西須磨小学校前(村雨堂下)→水族園前→須磨駅前→須磨一ノ谷

13:00〜最終まで 
- 須磨一ノ谷発下畑先行多井畑方面行き
  - 須磨一ノ谷→須磨駅前→離宮公園前→鉄拐登山口→下畑→多井畑厄神→奥須磨公園口→高倉台南口→離宮公園南→西須磨小学校前(村雨堂下)→水族園前→須磨駅前→須磨一ノ谷

離宮公園、高倉台南口(神戸女子大学)、奥須磨公園、多井畑厄神、鉄道駅から離れている塩屋北地域を結んでいる循環路線。午前と午後で周り方が異なる。
沿革
ダイヤおよび停留所
概ね1時間に2本程度の本数で、須磨一の谷を12時台に出る便までが高倉台南口先行で、13時台以降は下畑先行となっている。循環運転が基本となっているが、須磨一の谷 - 下畑 - 奥須磨公園口の区間便が少数設定されている。

### 73系統
運行区間
- 73：妙法寺駅 - 友が丘 - 北須磨団地 - 菅の台1丁目 - 名谷駅
- 73：友が丘 - 北須磨団地 - 菅の台1丁目 - 名谷駅
- 73：妙法寺駅 - 友が丘 - 北須磨団地
- 73：名谷駅 - 菅の台1丁目 - 北須磨団地 - 友が丘高校前

概要
- 名谷駅から北須磨団地を経て妙法寺駅までを結ぶ路線。北須磨団地・北須磨団地東口停留所までは朝ラッシュ時、比較的閑散としているが、両停留所出発後はほぼ満員状態となる。
- 過去に名谷駅 - 土池公園（菅の台・竜が台経由）の便があった。

運行形態
- 比較的人口の多い地域を通る為、ラッシュ時は高頻度運転を実施しているが、データイムでも概ね15分間隔で運行している。
- 朝1便のみ、名谷-友が丘高校前の運行がある。友が丘高校前のバス停が校門を過ぎたところにある為、ほとんどの友が丘高生は一つ前の友が丘で下車して歩いている。
- 全線通しが基本であるが、名谷駅前からの最終便(平日23:06分・土休日22:51分)と、平日ダイヤの最終の１本前は友が丘止まりとなり、名谷駅前行きの始発便と、平日ダイヤの始発便の次の便は友が丘が始発となる。逆に妙法寺前からの最終便は北須磨団地止まりとなり、妙法寺駅前行きの始発便は北須磨団地が始発となる。

停留所一覧
名谷駅前 - 竜が台中学校前 - 名谷南センター - 菅の台1丁目 - 菅の台小学校前 - 北須磨団地 - 北須磨団地東口 - 友が丘 - 啓明学院前 - 横尾団地口 - 妙法寺駅前

### 74系統
運行区間
- 名谷駅 - 菅の台1丁目 - 北須磨団地 - 友が丘 - 多井畑厄神 - 柏台

概要
- 名谷駅から柏台へ結ぶ路線。名谷駅前 - 友が丘間は73系統と同じルートを通り、啓明学院前で73系統と別れて南下していき、奥須磨公園や多井畑厄神を通って柏台へ向かう。

沿革
ダイヤおよび停留所
7時台から19時台までの運行で、平日・土休日ともに朝の一部時間帯を除いて1時間に1本となっている。

### 75系統
運行区間
- 75：妙法寺駅前 - 啓明学院前 - 高倉台南口 - 神戸須磨シーワールド - 須磨駅前 - 須磨一ノ谷
- 75：妙法寺駅前 - 啓明学院前 - 高倉中学校前
- 75：高倉中学校前 - 高倉台 - 啓明学院前 - 妙法寺駅前
- 区：妙法寺駅前 - 啓明学院前 - こども病院前 - 高尾台 - 須磨区役所前 - JR鷹取駅

概要
- 須磨一ノ谷又は神戸市営地下鉄妙法寺駅から高倉台を経由して神戸市営妙法寺駅又は須磨一ノ谷へ行く路線バス。高倉中学校発着のバスもある。
- 1日4往復だけ、須磨区役所前を経由する系統が存在する。これについては、識別のためにバス車両に掲示している系統番号を『75』と表記せず、『区』と表記される。ながらく妙法寺駅から須磨区役所を経由して須磨一の谷を結ぶ路線であったが、須磨区役所の移転に伴い、路線は大きく変更され、須磨一の谷には行かずJR鷹取駅止まりとなり、高尾台も通るようになった。路線の変更によって、板宿駅も通るようになったが、この系統は板宿駅前のバス停には止まらず、板宿駅を利用する際は須磨区役所前で下車する必要がある。
- 平日の須磨駅前8:24発（高倉台南口行き）は、神戸女子大生専用バスとなるため、神戸女子大教育後援会発行の切符を所持していない場合は、乗車できない。
- 10分～15分間隔が基本ではあるが、パターンダイヤではない時間帯もある、区75は1～2時間に1本でこちらもパターンダイヤになっていない。

沿革
- 1973年8月17日：開業
- 2006年4月1日より、神姫バスが、神戸市交通局の委託を受けて業務を実施。乗務員、車両は、神戸市交通局。運転士の時刻表は、神姫バスサイズになった。
- 2017年4月1日より、こども病院前停留所が、高倉台南口に改称された。
- 2018年4月1日より、一部の便が神姫バスの車両で運行され、共同運行になる。
- 2024年6月1日より、須磨水族園停留所が神戸須磨シーワールドに改称された

ダイヤ及び停留所
- 須磨一ノ谷発妙法寺駅行
  - 須磨一ノ谷→須磨駅前→天神下→離宮道→西須磨小学校前（村雨堂下）→離宮公園前→高倉台南口→高倉中学校前→高倉台1丁目→高倉台→高倉台8丁目→高倉台7丁目→高倉台6丁目→啓明学院前→横尾小学校前→横尾2丁目→妙法寺駅前

- 妙法寺駅発須磨一ノ谷行
  - 妙法寺駅前→横尾2丁目→横尾小学校前→啓明学院前→高倉台6丁目→高倉台7丁目→高倉台8丁目→高倉台→高倉台1丁目→ 高倉中学校前→高倉台南口→離宮公園南→西須磨小学校前（村雨堂下）→離宮道→神戸須磨シーワールド→海浜公園前→天神下→須磨駅前→須磨一ノ谷

### 76系統
運行区間
- 76 : 名谷駅前 - 神戸医療センター前 - 神の谷5丁目 - 北落合3丁目 - 名谷駅前
- 76 : 名谷駅前 - 名谷公園前 - 神の谷5丁目 - 神戸医療センター前 - 名谷駅前

概要
神戸市営地下鉄名谷駅から神戸医療センター、神の谷5丁目を経由し名谷駅に向かう一方通行の循環路線である。時間帯によって経由地が違っており、始発から14時までは神戸医療センター先行、15時から最終までは名谷公園先行で運行される。

ダイヤおよび停留所
- 名谷駅前 - 神戸医療センター下 - 神戸医療センター前 - 西落合中学校前 - 神の谷5丁目 - 神の谷7丁目 - 神の谷小学校前 - 北落合3丁目 - 名谷公園前 - 名谷駅前

### 77系統
運行区間
- 77：名谷駅→花谷小学校前→須磨東高校前→白川台4丁目→北落合2丁目→名谷駅
- 77：須磨東高校前→白川台4丁目→北落合2丁目→名谷駅

概要
- 一方通行の右回り循環バス。全線通して住宅が多い。

ダイヤおよび停留所
- 日中時間帯は1時間に5本となっており、朝夕には本数が増える。平日ダイヤの名谷駅前発の最終便は23時05分(土休日ダイヤは22時51分発)であるため、比較的利便性がある。このほか、平日の朝に3本・土休日の朝に1本、須磨東高校前始発の便が設定されている。これは落合営業所からの出庫のためである。

### 78系統
運行区間
- 78：名谷駅→友が丘中学校前→南落合4丁目→須磨東高校前→名谷駅
- 78：名谷駅→友が丘中学校前→南落合4丁目(落合入庫便)
- 78：友が丘中学校前→南落合4丁目→須磨東高校前→名谷駅
- 78：須磨東高校前→名谷駅(落合出庫便)

概要
- 一方通行の左回り循環バス。落合営業所の付近を通る数少ない系統で南落合3丁目～4丁目は周囲に住宅が多い。落合営業所への入庫のため南落合4丁目どまりがある。また一部中型車での運行もある。

ダイヤおよび停留所
- 平日朝夕ラッシュ時間帯は4本ダイヤで、20時以降は2～3本になる。
- 最終便は南落合4丁目止まりとなる(平日23:05分・土休日22:51分)
- また、平日の昼間に須磨東高校始発が2本設定されている。土曜、日曜は朝に１本設定されている。

### 79系統
運行区間
- 名谷駅前 - 東白川台
- 名谷駅前→東白川台→東白川台南通り→東白川台東通り→東白川台北通り→東白川台西通り→東白川台→名谷駅前
- 名谷駅前→東白川台→東白川台南通り→東白川台東通り→東白川台北通り→東白川台西通り

概要
名谷駅と東白川台地区を結ぶ路線である。長らく、名谷駅と東白川台を結ぶ路線だったが2015年に東白川台団地へ路線が延伸され、循環路線となった。
沿革
- 2015年4月1日:東白川台団地方面へ延伸され、循環運転の開始

ダイヤおよび停留所
東白川台団地地区へ延伸された後も、従来通りの名谷駅前 - 東白川台間の運行がメインとなっていて、この区間は1時間に2本程度運行されている。朝ラッシュ時間帯には、東白川台発の本数が増える。東白川台団地を循環する便は、日中時間帯と最終便のみとなっており、朝と夕方には運行されない。また、最終便は東白川台西通りが終点となる。

### 83系統
運行区間
- 名谷駅前→北須磨文化センター前→城山橋→千原公園（一部の便のみ）→北落合6丁目→神の谷5丁目→神戸医療センター→名谷駅前

概要
- 名谷駅から北落合と神の谷を経て名谷駅に戻る循環路線。名谷駅から白川台2丁目付近までは、77系統のルートの逆を走る。

沿革
ダイヤおよび停留所
- 8時台から19時台までの運行で、本数は概ね1時間に1・2本程度であるが、千原公園を経由する便は1日7本のみとなっている。全便が中型ノンステップバスで運行されている。

### 84系統
運行区間
- 名谷駅前～清水台～若草町～南公園～清水台～須磨東高校～名谷駅前

概要
- 当初は全車両中型ノンステップバスで運行されていたが、後に大型車に変更された。

沿革
- 2012年3月1日開業
- 2014年4月1日のダイヤ改正より、大型車での運用に変更された。
- 2021年4月1日より、一部の便が中型車で運行されるようになった。

ダイヤおよび停留所

### 87系統
運行区間
- 87：妙法寺駅前 - 緑ヶ丘 - ひよどり台南町 - ひよどり台
- 87：妙法寺駅前 - 緑ヶ丘 - ひよどり台南町 - ひよどり台 - しあわせの村 (シルバーカレッジ経由) 土曜日のみ運行
- 87：妙法寺駅前 - 星城高校前

沿革
- 2006年4月1日：新設
- 2015年4月1日：星城高校への乗り入れが開始された。

運行形態
妙法寺駅前 - ひよどり台の運行が主体となっており、1時間に1本程度運行されている。ひよどり台 - しあわせの村は土曜ダイヤの2往復のみの運行となっている。また、妙法寺駅前 - 星城高校前は平日ダイヤのみの運行となっており、妙法寺駅前発は朝の8時に2本、星城高校前発は15時台に1本しかない。なお、学校休校日には運行されない。隘路を通るため、中型車で運行されている。

### 88系統
運行区間
- 88：妙法寺駅前→多井畑厄神→柏台→清玄町（せいげんちょう）→妙法寺駅前

概要
妙法寺駅前から多井畑厄神と清玄町を経由して、妙法寺駅前に戻る循環路線である。
運行形態
概ね1時間に1～3本程度の運行であるが、平日朝7時台の柏台 - 妙法寺駅間は6本運行される。
基本的に通し運行であるが、最終便は多井畑南町が終点となっている。また、平日の朝7時台に2本だけ柏台始発の便がある。

### 89系統
運行区間
妙法寺駅前→多井畑東町→妙法寺駅前
概要
妙法寺駅前から多井畑東町を経由して妙法寺駅前に戻る循環路線である。
沿革
2019年12月1日、多井畑東町の住民の利便性向上を目的として路線開設。
ダイヤおよび停留所
1日に6本運行されている。
重複を除き9の停留所があり、89系統開通と同時に4の停留所が新設された。

### 120系統
運行区間
- 120 名谷駅前～ひよどり台～しあわせの村

概要
名谷駅としあわせの村を結ぶ路線で、しあわせの村発着路線では最も距離が短く、須磨区内の停留所は名谷駅前と落合団地前のみであるが、2013年のダイヤ改正から2016年のダイヤ改正までは、ごく一部の便が若草町を経由していた。車両面では、しあわせの村発着路線ではいち早く、2002年12月6日から全便ノンステップバスでの運行となり、それ以前はリフトバスでの運行だったため、他のしあわせの村発着路線と比べれば早くからバリアフリーの面では充実されているといえる。
沿革
- 2013年：若草町経由便が設定される。
- 2016年：若草町経由便が廃止される。

ダイヤおよび停留所
1時間に1本程度の運行
最終便はひよどり台止め

### 125系統
運行区間
妙法寺駅前→若草町→妙法寺駅前
概要
妙法寺駅前から清水台・車竹ノ下や若草町を経由して妙法寺駅前に戻る神戸市営バスの路線である。
沿革
元は、臨時5系統として1988年から妙法寺駅前から赤十字病院前（2016年4月より停留所名を車竹ノ下に変更）を経由して若草町へ、2000年からさらに若草町1丁目も経由して運行されていた。だが、清水台地区のバス路線の必要性が高まったことや阪神高速妙法寺出入口付近の市道が整備されたため、2003年に125系統として清水台地区を経由するバス路線が新設された。
ダイヤおよび停留所
平日は、7時～21時にかけて毎時1～2本運行されている。土曜ダイヤと日祝ダイヤは同じで、7時～20時にかけて毎時1～2本運行されている。全日共通で、13時までに妙法寺駅前を出発するバスは車竹ノ下先行で13時から出発するバスは清水台先行である。
全線通しが基本であるが、清水台先行の最終便は若草町１丁目が終点となる。
沿線には、清水台停留所付近に大型マンションがあり、その他の全線にかけては一戸建ての住宅街と小型のマンションが建ち並んでいる。
11の停留所があり、125系統開通と同時に清水台と車大道北の停留所が新設された。

## 廃止路線

### 150系統
現在は阪急バスの単独運行となったため神戸市営バスでの運行は廃止となった。

### 123系統
65系統の路線を、しあわせの村まで延伸した路線である。

## 車両
開設時には、同時に廃止された灘営業所の三菱ふそう（三菱ふそうトラック・バス）製バスと、路線移管によって須磨営業所から転属してきたいすゞ自動車製のバスが混在していたが、新車は三菱ふそう製のみが投入され、やがて全車三菱製に統一された。その関係で、落合営業所所属の車両の車両番号は三菱自動車製に割り当てられる000-299を使用している。2020年2月現在、大型車は、日野自動車製、いすゞ自動車製、三菱ふそうトラック・バス製、UDトラックス（旧:日産ディーゼル）製の4メーカーがそろっているが、中型車に関してはいすゞ・エルガミオで統一されている。2012年頃から車両番号が800番台の垂水・西神・松原の各営業所、400番台の中央営業所からの転属車が増えて運用に入っている。落合営業所からも他の営業所へ転属された車両もある。